# Сарджент, Томас
Томас Джон Са́рджент (англ. Thomas John Sargent; род. 19 июля 1943, Пасадена) — американский экономист, нобелевский лауреат (2011). Предложил совместно с Нейлом Уоллесом (англ. Neil Wallace) модель инфляции, основанную на рациональных ожиданиях: модель Сарджента — Уоллеса.

## Биография
Бакалавр Калифорнийского университета в Беркли (1964); доктор философии Гарвардского университета (1968). В 1968‑1969 годах служил в армии США.
Преподавал в Пенсильванском (1970—1971), Миннесотском (1971—1987), Чикагском (1991—1998), Стэнфордском (1998—2002), Принстонском (2009—наст. время, не постоянно) и Нью-Йоркском (с 2002) университетах.
Лауреат премии Неммерса (1996). Президент Общества экономической динамики (1989—1992), Эконометрического общества (2005) и Американской экономической ассоциации (2007).

## Основные произведения
- Sargent T., Wallace N. Rational Expectations and the Dynamics of Hyperinflation // International Economic Review[англ.] Vol. 14. — 1973.
- «Макроэкономическая теория» (Macroeconomic Theory, 1979)
- «Динамическая макроэкономическая теория» (Dynamic Macroeconomic Theory, 1987).
- Hansen L. P., Sargent T. J. (2008). Robustness. Princeton University Press.